# Scopula impuncta
Scopula impuncta là một loài bướm đêm trong họ Geometridae.